# Subregió de l'Oeste
Oeste és una subregió estadística portuguesa, part de la Regió Centre i dividida entre el Districte de Leiria i el Districte de Lisboa. Limita a l'est amb Pinhal Litoral i Lezíria do Tejo, al sud amb Gran Lisboa i a l'oest i nord amb l'oceà Atlàntic. Àrea: 2486 km². Població (2001): 338 711.
Comprèn 12 concelhos:
- Alcobaça [ciutat]
- Alenquer
- Arruda dos Vinhos
- Bombarral
- Cadaval
- Caldas da Rainha [ciutat]
- Lourinhã
- Nazaré
- Óbidos
- Peniche [ciutat]
- Sobral de Monte Agraço
- Torres Vedras [ciutat]